# Sammen for evigt
|  | Denne artikel er oprettet af botten PalnaBot ud fra en ekstern database. Den kan derfor have sproglige fejl eller mangler. Denne skabelon kan fjernes efter kontrol af indholdet. |

Sammen for evigt er en kortfilm fra 2013 instrueret af Johannes Pico Geerdsen, Johannes Pico Geerdsen efter manuskript af Søren Grindslev, Johannes Pico.

## Handling
Efter en fræk og kåd chat beslutter teeangeren Jannik sig for at mødes med sin hemmelige flirt til en middag i håb om at finde den sande kærlighed. Mødet tager dog en uventet drejning som for evigt vil ændre Janniks liv. En film om kærlighedens uransagelige veje.